# Dezső Szabó
Dezső Szabó (Kolozsvár, 10 giugno 1879 – Budapest, 5 gennaio 1945) è stato uno scrittore ungherese ed è considerato uno dei "pionieri della letteratura popolare ungherese".

## Biografia
Szabó andò a vivere a Budapest nel 1918, e lì iniziò a pubblicare brevi saggi sulla rivista letteraria Nyugat.
Sebbene inizialmente sostenesse la rivoluzione del 1918 che seguì alla caduta della monarchia asburgica, Szabó si oppose con forza alla repubblica sovietica di Béla Kun.
Ben presto divenne un noto e autorevole scrittore, grazie soprattutto al suo romanzo in tre volumi del 1919 Il villaggio travolto, un'opera espressionista nella quale espone l'idea che la speranza di una rinascita ungherese potesse risiedere nei contadini, i quali si opponevano alla media borghesia che Szabó riteneva essere "corrotta dalle mentalità dei tedeschi e degli ebrei assimilati". Questo romanzo ebbe una notevole fama durante il periodo del terrore bianco successivo alla rivoluzione comunista, e malgrado lo scrittore pubblicò in seguito molti altri libri, questo è ricordato come l'apice della sua carriera letteraria.
Szabó è ritenuto essere il primo antisemita tra gli scrittori ungheresi, anche per il fatto di essere stato un fedele collaboratore di Virradat, uno dei quotidiani più fanaticamente antisemiti del periodo, sul quale pubblicò più di quaranta articoli nell'arco di tre anni, articoli nei quali, con toni allarmistici, rimproverava la nazione ungherese per la sua "debolezza".
Esiste ancora un acceso dibattito sulla questione del se Szabó abbia mai espressamente parlato di sterminio degli ebrei d'Ungheria. Secondo il dottor Yehuda Marton, ebreo ungherese, lo scrittore parlò di sterminio ebraico a una riunione pubblica nel 1921. Alcuni difensori dello scrittore fanno però notare che ne Il villaggio travolto Miklós, un personaggio chiave del romanzo, dice a un vecchio amico ebreo: "Se tu venissi a sapere che tutta la mia rabbia proviene dal fatto che so che dipendiamo l'uno dall'altro, perché ti voglio bene" - che non sembra essere compatibile con il presunto desiderio di uccidere gli ebrei. Tuttavia, è fuori dal dubbio che Szabó scrisse forti accuse agli ebrei ungheresi, le quali contribuirono a indebolire la loro posizione nella società.
Allo stesso modo, Szabó era anche virulentemente antitedesco, lanciando addirittura nel 1923 una "campagna per sradicare l'influenza tedesca in Ungheria". Dopo il 1932 si oppose anche al Partito delle Croci Frecciate.
La sua notevole influenza durante gli anni venti diminuì nel decennio successivo; Szabó morì poi nel gennaio del 1945, durante la battaglia di Budapest.

## Opere
- Az Elsodort Falu (1918)
- Csodálatos élet (1920)
- Jaj! (1925)
- Feltámadás Makucskán´ (1925)
- Karácsony Kolozsvárt (1931)